# Luka Mkheidze
Luka Mkheidze, född 5 januari 1996, är en fransk judoutövare.

## Karriär
Vid EM 2025 i Podgorica tog Mkheidze brons i 60 kg-klassen efter att ha besegrat armeniske Ashik Andreyan i bronsmatchen.